# Michael Laudrup
Michael Laudrup (Kopenhagen, 15. lipnja 1964.), bivši danski nogometaš i sadašnji nogometni trener.Trenutno je trener Al Rayyana

## Karijera

### Mlada karijera
Počeo je trenirati vrlo rano, u klubu Vanlose. S 13 godina, 1977., otac Finn Laudrup, inače bivši danski reprezentativac, ga je odveo u amsterdamski Ajax. Michael je prošao sve provjere, ali se njegov otac predomislio. Smatrao je da je odlazak u Ajax preuranjen, i da bi to bio teži put u njegovoj karijeri.
Skupio je 19 nastupa i postigao 6 pogodaka. Michael se zatim vraća u Dansku i oblači dres juniorskog sastava Brondbyja. Godine 1980. prelazi u KB Copenhagen, najstariji registrirani europski klub. U njemu bilježi i prvi nastup u seniorskom sastavu. Godine 1981. ponovno se vraća u Brondby, gdje napokon dolazi do izražaja. Najjači europski klubovi počeli su njim. Točno na svoj osamnaesti rođendan, 15. lipnja 1982., Michael Laudrup prvi je put zaigrao za dansku reprezentaciju.

### Juventus i Lazio
U rodnom gradu, protiv Norveške. I jedan pogodak Danske, i taj jedan Laudrupov za debi. Iste te 1982. proglašen je i najboljim nogometašem svoje zemlje. Bivši proslavljeni danski nogometaš iz pedesetih, legenda Juventusa, John Hansen odigrao je ključnu ulogu u potpisivanju Laudrupa 1983. za Juventus, u tada rekordnoj svoti novaca koju je dobio neki Danac za prijelaz u drugi klub. 
U to doba talijanski klubovi imali su kvotu od dva stranca, te je Laudrup posuđen Laziu na dvije godine. 1983. Danska je pobjedom na Wembleyu u Londonu nad Engleskom osigurala i nastup na europskom prvenstvu 1984.
Bila je to zaista zlatna reprezentacija. Alan Simonsen - 1977. nogometaš Europe, Morten Olsen - općenito u to vrijeme ga se smatralo najboljim obrambenim igračem u Europi, Frank Arnesen - nadprosječno talentirani vezni, Soren Lerby - koji pretrči za trojicu,
ali toliko i zna, Preben Elkjaer - "ludi pas" - i barut i fitilj i klasa - udarna igla. Dolazili su i Jesper Olsen i John Sivebaek igrači Manchester Uniteda, iz Liverpool F.C. Jan Molby i na kraju Laudrup - najizbrušeniji dragulj. Prva Laudrupova profesionalna karijera prošla je uzlaznom putanjom. 
Osrednji Lazio izborio je ostanak u Serie A, ali Laudrupova igra bila je enigma za sve braniče. Sezona je okončana sjajnim nastupom na Europskom prvenstvu, gdje Danska osvaja brončanu medalju, ali ostavlja dojam da je trebla više. Nesretno ispadanje od Španjolske na penale gura ih iz finala. No, "danski dinamit" poprima sve simpatije i aplauze za atraktivni nogomet - "totalni nogomet". Glavna perjanica, vizionar i iluzionist je Michael Laudrup. 1985. fenomen Laudrup briljira i dalje u dresu Lazia, pa Juventusa, te Danske. 
Biva ponovno proglašen igračem godine u Danskoj. Njegovim pogotkom Juventus osvaja Interkontinentalni kup, i postaje prvak svijeta. Danska prolazi kvalifikacije za SP, i stručnjaci je svrstavaju uz Brazil u sam vrh favorita. Laudrup je cijele kvalifikacije odigrao fantastično. Sjajno se nadopunjavao u napadu u tandemu s Elkjaerom. Nije postojala obrana koja je taj tandem mogla zaustaviti. U Europi je već bio, i s 21.godinom na leđima priznat, te je zauzeo 4. mjesto u anketi "France Footballa". 1986. kiti se naslovom prvaka Italije, a na svjetskom prvenstvu u Meksiku, poslije izvsnih igara u grupnoj fazi natjecanja, te pobjeda protiv Škotske, Urugvaja, i Njemačke, Danska neočekivano poslije vodstva nad Španjolskom zgoditkom Jespera Olsena, gubi 5:1.
Laudrupov gol koji je postigao Urugvaju, i danas se vrti na mnogim video-špicama širom svijeta.
Prešao je četiri obrambena igrača,nadmudrio vratara i rutinski plasirao loptu u praznu mrežu.
Sezona 1986./87. bila je oblježena ozljedama,odlaskom Platinija iz Juventusa i uzdizanjem A.C. Milana koji će od Juventusa preuzeti narednih godina primat u Italiji. Ipak, Danska je prošla još jednom mukotrpne kvalifikacije i plasirala se na Euro u Njemačku. A tamo je Danska bila u padu. Nije prošla grupu. "Danski dinamit" je bio namoćan. Istrošeni danski legionari zaslužili su penziju. M.Olsen - 39 godina, Bertelsen - 36, Busk - 35, Arnesen i. Nielsen - 32, Elkjaer i Eriksen - 31, Lerby, Klaus Berggreen - 30. Iste godine Laudrup je kao plod svoje dugogodišnje veze s Tinom Tunoe dobio sina rođenog u Torinu. Ime je dobio Mads.
Posljednja Laudrupova sezona u Juventusu 1988./89. bila je na razini prve. Igrao je na lijevom krilu s brojem 11 na leđima.

### Barcelona
Johan Cruyff je u Barci stvarao "dream team". Laudrup je bio idealno rješenje za prvog kreativca, igrača koji ima potpunu slobodu na terenu. 1990. s drugom ženom - Siw Retz dobio je i drugog sina Andreassa, a poslije njega i malu Rebeccu. Laudrupove godine u Barceloni samo su potvrdile ono što se i prije znalo. Michael je tehnički najpotkovaniji igrač svog vremena. S "Barcom" je osvojio 4 uzastopna prvenstva Španjolske, te 1992. i ligu prvaka. 1992. i 1993. izabran je nogometaša godine u Primeri. Jedna od najvećih Laudrupovih grešaka bila je otkazan nastup za Dansku na "Euru 92" u Švedskoj, gdje Danska pod nevjerojatnim spletom okolnosti postaje prvak Europe. Glavni nosioc igre bio je njegov mlađi brat Brian Laudrup. U momčadi su još igrali i Flemming Povlsen, Peter Schmeichel, Henrik Andersen, John Sivebaek, Kim Vilfort, Henrik Larsen. Cruyff se 1994. odrekao Laudrupa.

### Real Madrid
I onda je odjeknulo poput bombe: "Real Madrid je novi klub Laudrupa". Najveći Barcin rival postao je vlasnik nogometnog dragulja, čovjeka koji je Barceloni donosio prevagu. I sada je Real najjači španjolski klub. FC Barcelona je s Laudrupom 1994. pobijedila Real 5:0, ali 1995. Real s Laudrupom je bolji za tih 5:0. Po okončanju EP-a 1996. u Engleskoj, Laudrup je donio odluku. S 32 godine zasitio se strogog europskog profesionalizma, te se odlučio za Japan. 

### Vissel Kobe
Po dolasku u Vissel Kobe preuzeo je odmah sve konce igre. Međutim godina dana bilo je dosta. Laudrup je karijeru odlučio završiti zapaženije. 

### Ajax
U ljeto 1997. oblači dres amsterdamskog Ajaxa, kojeg trenira bivši suigrač Morten Olsen.
Ajax osvaja duplu krunu, a Laudrup svoje zadnje utakmice igra na SP-u u Francuskoj, gdje Danska dolazi do četvrtfinala, A Laudrup biva smješten u najbolju ekipu prvenstva. 

## Trenerska karijera
Laudrup je počeo trenersku karijeru 2000. godine kao pomoćni trener u Danskoj reprezentaciji. Poslije toga je vodio čak 4 sezone danski Brøndby. U sezoni 2007./08. preuzima španjolski Getafe ali se zadržava na tom mjestu samo jednu sezonu kao i u slučaju s ruskim Spartakom iz Moskve i španjolskom Mallorcom. Od 2012. pa do 2014. vodio je engleski Swansea.